# Нижньоколимський улус
Нижньоколимський улус (якут. Аллараа Халыма улууһа, рос. Нижнеколымский район) — муніципальний район у північно-східній частині Республіки Саха (Якутія). Адміністративний центр — смт Черський. Утворений у 1930 році.

## Населення
Населення району становить 4 455 осіб (2013).

## Адміністративний поділ
Район адміністративно поділяється на 4 муніципальних утворення, які об'єднують 12 населених пунктів.